# 阿尔登比森城堡
阿爾登比森城堡（Alden Biesen）是位於比利時林堡省赖克霍芬的一座修建於16世紀時期的城堡。城堡的歷史可以追溯自11世紀，但現在的城堡修建於16世紀之18世紀時期。1971年時城堡被燒毀，後得到政府資助重建。現在城堡主要用作文化中心和會議中心。